# Social Dining
Social Dining ist das Treffen einer Gruppe von einander völlig unbekannten Menschen zu einer gemeinsamen Mahlzeit, entweder bei einer Person zu Hause oder in einem Restaurant. Die Philosophie dahinter ist, andere Leute kennenzulernen und sich beim Essen auszutauschen. Das Essen selber können ein Dinner, ein Brunch, eine Kaffee- und Kuchentafel sowie andere mit Essen verbundene Anlässe wie ein Weißes Dinner sein.

## Formen von Social Dining
Privatrestaurants genannt, sind kleine Restaurants in Privatwohnungen. Privatpersonen bereiten bei sich zu Hause ein Menü zu und servieren dies einer Gruppe von fremden Gästen. Diese werden in der Regel von professionellen Köchen veranstaltet, angerichtet werden häufig mehrere Gänge auf hohem Niveau. Verabreden können sich die Teilnehmer unter anderem über Plattformen im Internet.
Bei einer anderen Form von Social Dining wird auch zusammen gekocht. Dabei hat jeder Teilnehmer der Social-Dining-Gruppe eine bestimmte Aufgabe aus dem gesamten Menü.
Daneben können Social Dinner auch an öffentlichen Orten, wie in Restaurants veranstaltet werden.

## Geschichte
Entstanden ist die Bewegung 2010 in New York. Bevor sie später ihr eigenes Restaurant eröffneten, beschlossen Felipe Donelly und seine Frau Tamy Rofe einmal pro Woche ein Dinner für fremde Gäste zu veranstalten. Inzwischen breitet sich der Trend in immer mehr Großstädten, auch in Deutschland, aus.